# Шерман, Бернард
Бернард Чарльз «Барри» Шерман (англ. Bernard Charles «Barry» Sherman; 2 февраля 1942, Торонто, Онтарио, Канада — 15 декабря 2017, там же) — канадский бизнесмен и филантроп. Основатель и исполнительный директор «Apotex» (1974—2012), крупнейшей фармацевтической компании Канады. Член Ордена Канады (2017, посмертно).

## Биография

### Молодые годы и образование
Бернард Чарльз Шерман родился 2 февраля 1942 года в Торонто в еврейской семье, став единственным сыном Херберта и Сары Шерманов. Его дедушка и бабушка бежали от гонений из России и Польши. Отец был президентом и старшим партнёром фирмы «American Trimming» по производству застёжек-молний в Торонто, и скончался в возрасте 46 лет от сердечного приступа, когда Барри было всего 9 лет, после чего мать, чтобы прокормить семью, снова занялась терапевтической практикой.
Окончил Коллегиальный институт Форрест-Хилл. В детстве был застенчивым мальчиком, интровертом, имевшем мало друзей и плохо учившимся в школе. До конца жизни страдал от летаргии, из-за которой одноклассники называли его «стариком». Был членом студенческой милиции при Королевском полку канадской артиллерии.
В 1958 году в возрасте 16 лет поступил в Торонтский университет по программе инженерии и наук, став самым молодым студентом в истории данного учебного курса. В 1964 году получил степень бакалавра прикладных наук, став лауреатом Премии генерал-губернатора за университетскую диссертацию. После этого поступил в Массачусетский технологический институт, где специализировался на разработке систем управления для аэрокосмической промышленности. В 1967 году получил степень доктора философии по астрофизике, став обладателем своего первого патента в области систем управления орбитальными спутниками. В 2004 году получил почётную докторскую степень от Техниона.

### Предпринимательская деятельность
Во время учёбы в возрасте 18 лет стал работать на своего дядю Луиса Ллойда Винтера в его фармацевтической компании «Empire Laboratories». Спустя восемь лет после смерти отца дядя фактически стал для Барри новым отцом. Барри решил пойти по его стопам, часто помогал Винтеру в управлении фирмой, когда он уезжал в командировки. Винтер внезапно скончался от аневризмы на 41-м году жизни 5 ноября 1965 года, за 17 дней до смерти своей жены Беверли, которой был поставлен диагноз «лейкемия». У них осталось четверо детей: Тим (р. 1958), Джеффри (р. 1960), Керри (р. 1961), Дана (р. 1962). В 1967 году, сразу после завершения докторской диссертации, Шерман купил основанную своим дядей компанию, которая после его смерти находилась под управлением «Royal Trust Co.». Вместе со своим старым другом и партнёром Джоэлом Ольстером Шерман потратил на это 350 тысяч долларов, взятых в долг у его отца и своей матери. Продажа состоялась при условии выплачивания роялти в течение последующих 15 лет сиротам Винтер, которые при достижении 21 года могли получить работу в компании, а также имели право на покупку 5 % акций, однако «Royal Trust» не раскрыл эти детали Шерману. Примечательно, что в 1965 году Шерман присутствовал на похоронах Луиса и пообещал его вдове Беверли, лежащей в больнице, позаботиться о фирме в интересах детей и купить компанию, если она будет выставлена на продажу, однако тогда он не принял никакого решения.
В 1970 году Шерман инвестировал в «Barr Laboratories», сделавшись её крупнейшим акционером. Тем временем, годовой доход «Empire» достиг почти 2 миллионов долларов, в том числе благодаря психопрепаратам либриуму и стелазину. В 1972 году вместе с Ольстером продал «Empire Laboratories» за 2 миллиона долларов американской компании «ICN Pharmaceuticals». Продажа состоялась при условии того, что ни одни из акционеров не будет заниматься фармацевтическим бизнесом, однако Шерман воспользовался лазейкой в законах, записав акции не на себя, а на фирму «Bernard C. Sherman Limited», в результате чего вернулся к прежней работе. В 1974 году он основал «Apotex», сделав её мировым лидером среди поставщиков лекарств-дженериков, а также крупнейшей фармацевтической компанией в Канаде. Большинство из 300 производимых компанией лекарств оказались аналогами таких широко используемых препаратов, как антидепрессант паксил, антигистамин кларитин и антибиотик тетрацин. С 1981 по 1993 год Шерман был председателем «Barr Laboratories», ставшей в 2008 году подразделением «Teva Pharmaceuticals». В 2012 году он ушёл с поста исполнительного директора «Apotex», оставшись на должности исполнительного председателя. К этому времени компания стала поставщиком 300 видов дженериков в 120 стран.
Имел репутацию жёсткого и беспощадного бизнесмена, активно судился и мог вести до 100 судебных процессов одновременно, сделав «Apotex» главным борцом против монополии больших компаний на лекарственные бренды, в связи с чем нажил много врагов. Так, он ввязался в судебную тяжбу с сиротами Винтер, заявившими во исполнение фидуциарных обязанностей права на 20 % «Apotex». До их совершеннолетия большая часть денег была потрачена приёмными родителями, не уделявшими детям должного внимания. В результате, наряду с проблемами в школе, Дана и Керри пристрастились к наркотикам, а Джеффри был поставлен диагноз «биполярное расстройство». Шерман ничего не знал об их судьбе до 1988 года, после чего начать давал своим двоюродным братьям деньги, заплатил за антинаркотическую реабилитацию, купил им дома и помогал заниматься бизнесом в качестве меры предупреждения возможных неприятностей для своего бизнеса. Тем не менее, Дана скончался в 1995 году от передозировки героина, будучи обвинённым в сговоре с целью совершения убийства. В какой-то момент сироты узнали о соглашении, посчитали, что его бизнес-успехи в немалой степени обусловлены приобретением отцовской компании, после чего начали задавать вопросы и Шерман прекратил оказывать им финансовую поддержку. В 2006 году трое братьев Винтер и вдова Даны Джулия подали иск в Верховный суд Онтарио против «Royal Trust», а в 2007 году и против самого Шермана с требованием выплаты 1 миллиона долларов и предоставления 20 % доли «Apotex». Тяжба окончилась победой Шермана только в сентябре 2017 года, когда судья Верховного суда Кеннет Худ отклонил иски Винтеров, посчитав, что в их требованиях желаемое выдавалось за действительное. Тем не менее Винтеры подали апелляцию, а их адвокат заявил, что борьба будет продолжена и после смерти Шермана.

### Личная жизнь
В 1971 году Бернард Шерман женился на Хани Рейч. Она была дочерью выживших в Холокосте, родилась в лагере для перемещённых лиц и в 1948 году переехала в Торонто вместе с родителями. Окончив Торонтский университет по настоянию матери, Хани случайно познакомилась с Барри благодаря их общему другу. У них родилось четверо детей: два сына и две дочери — Лорен (р. 1975), Джонатон (р. 1983), Александра (р. 1986) и Кэлен (р. 1990). После нескольких выкидышей, для рождения последних трёх детей пара прибегла к суррогатному материнству.
Шерманы жили в особняке по адресу 50, Олд-Колони-роуд в Норт-Йорке, пригороде Торонто. Двухэтажный дом, площадь которого составляет 12,440 квадратных футов, был куплен в 1985 году за 400 тысяч долларов. Потратив 2 миллиона долларов на его обустройство, в 1991 году Шерманы заметили «катастрофические» проблемы с домом и в 2006 году подали в суд на проектные и строительные компании, обвинив их в халатности и нарушении контракта, но судья прекратил дело за отсутствием доказательств какого-либо ущерба. Дом выглядел довольно непритязательным, а также скромным по сравнению с другими особняками на своей улице, несмотря на то, что в нём имелись два бассейна (крытый и открытый), подземная парковка на шесть машиномест, тренажёрный зал, несколько спален, гардеробных и ванных комнат.
«Я всегда осознавал свою личную смертность».
В 2007 году в возрасте 65 лет Барри победил рак предстательной железы; также перенёс рак горла, страдал артритом. Он оставил неопубликованные и незавершённые мемуары «Наследие мыслей». Был убеждённым атеистом, не верил в существование бога, крайне отрицательно относился к организованной религии. Считал, что свободы воли, альтруизма и нравственности не существует, так как люди помогают окружающим в стремлении их облагородить для собственной же пользы, что в конечном счёте эгоистично. На 2017 год располагал состоянием в 3,2 миллиарда долларов, занимал 660-е место в списке миллиардеров «Forbes» и был 12-м в списке самых богатых людей Канады, а также входил в число 50-ти самых богатых евреев мира. Шерманы вели скромный образ жизни, шедший вразрез с их огромным состоянием; в частности, Барри и Хани ездили на своих автомобилях до тех пор, пока те окончательно не проржавеют и не развалятся. В 2017 году Шерманы купили новый дом в Форрест-Хилле, а старый в декабре выставили на продажу за 5,4 миллионов долларов (6,9 млн канадских долларов). 18 декабря они должны были уехать в длительный отпуск Майами-Бич (штат Флорида, США), где владели кондоминиумом, и Хани сообщила об этом по электронной почте своим американским друзьям.

### Общественная деятельность
Шерманы активно занимались благотворительностью, жертвовали миллионы долларов больницам и университетам, различным общественным организациям. Помогли создать «Apotex Centre», еврейский дом престарелых при госпитале «Бэйкрест», где Барри был членом совета директоров и почетным членом совета фонда, в который входила также и Хани. С 2011 по 2013 год она была председателем центра просвещения о Холокосте имени Сары и Хаима Нойбергеров в Торонто, а также состояла членом советов отделения женской помощи госпиталя «Маунт-Синай», Американского еврейского объединённого распределительного комитета, организации «Друзья Центра Симона Визенталя». Чета Шерманов была одними из главных благотворителей Центра Симона Визенталя, щедрыми донорами «United Way», также они пожертвовали рекордные 50 миллионов долларов «Объединённому еврейскому призыву», в торонтском отделении которого их именем был назван образовательный центр-кампус. Барри выделил более 12 миллионов долларов медицинскому факультету Торонтского университета, где был членом совета лидеров предпринимательства. Хани состояла в совете управляющих Йоркского университета и работала в его различных комитетах. Благодаря пожертвованиям Шерманов при Йоркском университете был создан центр исследований наук о здоровье, открытый в 2010 году и названный в их честь. Через свой фонд «The Apotex Foundation» Барри посылал лекарства в развивающиеся страны и зоны мировых бедствий.
Был главным финансовым донором Либеральной партии. В 2015 году в преддверии федеральных выборов дом Шерманов стал местом сбора средств для лидера либералов Джастина Трюдо. Так, 26 августа Шерман организовал встречу с Трюдо, билеты на который продавал за 1500 долларов, а 7 ноября 2016 года — с участием министра финансов Билла Морно, но уже за 500 долларов за штуку. В то же самое время, компания «Apotex» была зарегистрирована Шерманом в качестве лоббистской фирмы при федеральном правительстве несмотря на то, что в соответствующем кодексе лоббистского поведения содержится запрет на такую работу в течение пяти лет после того, как лоббист, а именно Шерман, помогал со сбором средств для какого-либо политика или партии. 
В октябре 2016 года комиссар по лоббизму Карен Шеперд на основании жалоб от организации «Democracy Watch» инициировала проведение расследования по фактам доступа к федеральным чиновникам в обмен на деньги. В ответ, в сентябре 2017 Шерман вместе с «Apotex» подал иск в суд с требованием закрыть расследование как «необоснованное» и «несправедливое». На момент смерти Шермана расследование ещё велось.

### Смерть
Обстоятельства, прощание, похороны
В четверг, 14 декабря 2017 года, Барри не вышел на работу, тогда как Хани тоже нигде не появилась. 
На следующий день, 15 декабря, агент по недвижимости, приехавший к дому для назначения даты его показа потенциальным покупателям и не сумевший связаться с Шерманами, нашёл их повешенными на перилах у крытого бассейна, расположенного в подвале. 
Звонок с просьбой о экстренной медицинской помощи поступил в службы полиции, пожарных и скорой помощи в 11:44 утра по местному времени. Смерть была констатирована на месте, а обстоятельства произошедшего были оценены полицейскими как «подозрительные».
Шерману было 75 лет, а его жене — 70. Соболезнования выразили многие канадские политики, в том числе премьер-министр Канады Джастин Трюдо, бывший премьер Онтарио Боб Рэй, министр здравоохранения Онтарио Эрик Хоскинс, а также сенатор от Консервативной партии Линда Фрум, только что в ноябре вручившая Шерманам памятные медали 150-летия Сената. У дома Шерманов возник импровизированный мемориал из цветов, приносимых соседями, сотрудниками «Apotex» и просто неравнодушными людьми. Свои слова соболезнования выразил президент «Друзей Центра Симона Визенталя» Ави Бенлоло, а на здании кампуса «Объединённого еврейского призыва» были приспущены флаги.
Спустя неделю после смерти Шерманов, 21 декабря в конференц-центре в Миссисоге, в зале которого были выставлены два гроба, прошла поминальная служба в присутствии детей Шерманов, их близких и родных, а также премьер-министра Канады Джастина Трюдо, премьера Онтарио Кейтлин Винн и мэра Торонто Джона Тори, в общей сложности нескольких тысяч человек, в том числе работников «Apotex», одетых в футболки фирменного синего цвета с надписью «Мы продолжим ваше наследие». Чета Шерманов была похоронена на кладбище Пардс-Шалом в Воне.
Расследование
Расследованием случившегося занялся отдел убийств полиции Торонто. 16 декабря было проведено вскрытие, по итогам которого полицией был сделан вывод о том, что причиной смерти обоих стало «лигатурное сдавливание шеи», то есть удушение, происходящее по причине сжатия шеи верёвкой или какой-либо другой лигатурой. В полицейском заявлении не было употреблено слово «убийство», тогда как детектив отдела убийств Брэндон Прайс сообщил, что расследование не включает в себя поиск подозреваемых ввиду отсутствия следов проникновения в дом. Тем временем, журналисты со ссылкой на источники в полиции писали о том, что главной версией случившегося является убийство-самоубийство, а именно то, что Шерман убил свою жену, а затем покончил с собой.
После этого дети Шерманов выступили с заявлением, в котором призвали к «тщательному, интенсивному и объективному уголовному расследованию», отметив, что «наши родители с энтузиазмом относились к жизни и были привержены своей семье и сообществу, что совершенно несовместимо со слухами, которые, к сожалению, были распространены в средствах массовой информации относительно обстоятельств их смерти». 
Впоследствии, для проведения частного расследования они наняли адвоката Брайана Гринспена, который в свою очередь сформировал команду из бывших сотрудников отдела убийств полиции Торонто Майкла Дэвиса и Тома Клатта, возглавляющих свои собственные следственные фирмы.
Результаты вскрытия, проведённого по заказу детей Шерманов, не были обнародованы, равно как и какая-либо другая новая информация полицейского расследования. Дело осталось открытым, а убийство — нераскрытым. Тем не менее, в январе 2018 года стало известно, что частные следователи склоняются к теории двойного заказного убийства, выполненного профессиональными киллерами. 26 января детектив полиции сержант Сьюзан Гомес сообщила на пресс-конференции, что смерть Шерманов расследуется как убийство. В рамках следствия полицейскими был допрошен Керри Винтер, один из племянников Шермана. Ранее он заявлял о своей непричастности к случившемуся, а также о том, что Барри в 1990-х годах несколько раз предлагал ему убить Хани, что однако не подтвердилось во время прохождения Винтером испытания на детекторе лжи.
Спустя год после убийства полицейское расследование зашло в тупик, при том, что семья Шерманов предложила вознаграждение в размере 10 миллионов канадских долларов (7,6 долларов США) за информацию могущую помочь следствию. Тем временем, 19 марта 2019 года муниципальный совет Норт-Йорка по просьбе семьи Шерманов принял решение о сносе особняка, в котором они были убиты; 6 мая снос был завершён. 29 октября журналист-расследователь газеты «Toronto Sun» Кевин Донован выпустил книгу «Убийство миллиардеров», в которой сделал вывод о том, что Шерманы знали тех, кто их убил, и что мотивом совершения преступления стали деньги; тем не менее, в книге не даётся ответов на вопрос о том, кто именно причастен к убийству. 16 декабря инспектор полиции Торонто Хэнк Идсинга заявил о том, работа частной следственной группы, нанятой семьёй Шерманов, завершилась, тогда как полицейское расследование продолжается, но никаких новых сведений о продвижении дела не было сообщено.

## Награды
- Орден Канады степени члена (29 декабря 2017, посмертно) — «за предпринимательскую деятельность в фармацевтической промышленности и за неизменную поддержку и приверженность делу просвещения и благотворительности»[98][99]. Орден является высшей наградой Канады и не может быть присуждён посмертно, и в данном случае награждение было одобрено генерал-губернатором Канады Жюли Пейетт за несколько месяцев до смерти Шермана, который был проинформирован об этом решении в конфиденциальном порядке[100][101][102][103].